# OTS 44
OTS 44是一顆在蝘蜓座內，距離大約550光年遠的棕矮星。在蝘蜓座110913-773444被發現之前，它是已知的棕矮星中最小的。
OTS 44 的質量大約是木星質量的15倍，或是太陽質量的1.5%。它的半徑大約是太陽的20%。
有證據顯示OTS 44被由冰和石頭組成的環圍繞著，而這個環可能發展成行星系統。

## 外部連結
- SST: Astronomers Discover Beginnings of 'Mini' Solar System